# Kaspar Friedrich von Rentzel
Kaspar Friedrich von Rentzel (* 18. Dezember 1741 in Groß-Herzberg; † 14. April 1817 in Minden) war ein preußischer Generalmajor und zuletzt Kommandant der Festung Minden.

## Leben

### Herkunft
Seine Eltern waren der preußische Leutnant a. D. Joseph Wolfgang Heinrich Eberhard von Rentzel († 16. Januar 1757) und dessen Ehefrau Katharina Elisabeth von Wedelstaedt († 8. Februar 1757).

### Militärlaufbahn
Er kam am 9. April 1757 als Kadett nach Berlin und wurde am 25. Mai 1757 Gefreitenkorporal im Infanterie-Regiment Nr. 31. Während des Siebenjährigen Krieges kämpfte er bei den Belagerungen von Prag, Breslau, Olmütz und Dresden sowie den Schlachten bei Leuthen, Kunersdorf, Liegnitz, Torgau, Reichenbach und dem Gefecht bei Fehrbellin. In dieser Zeit wurde er am 26. Mai 1760 Fähnrich und am 26. Oktober 1761 Seconde-Lieutenant.
Am 22. Februar 1771 wurde er Premier-Lieutenant und am 2. Oktober 1777 Stabshauptmann. Als solcher nahm er am 1778/79 Bayerischen Erbfolgekrieg teil. Am 4. März 1782 wurde er Hauptmann und Kompaniechef. Im Jahr 1787 während des Feldzuges in Holland nahm er am Gefecht von Amstelveen teil. Am 10. Januar 1792 wurde er Major. Im Ersten Koalitionskrieg kämpfte bei der Kanonade von Valmy, der Schlacht bei Pirmasens sowie den Gefechten von Kettrichhof, Bitsch, Limbach, Burrweiler und Ruppertsberg. Im Gefecht am Schätzel wurde er durch einen Schuss ins Bein schwer verletzt. Am 4. November 1794 erhielt er für Schätzel den Pour le Mérite.
Am 20. Mai 1800 wurde er Oberstleutnant und am 20. Mai 1802 Oberst. Am 7. Januar 1804 wurde er zum Kommandeur des Infanterie-Regiments Nr. 41 ernannt. Aber bereits am 20. Dezember 1804 wurde er als Kommandeur in das III. Bataillon des Infanterie-Regiments Nr. 9 versetzt. Er kämpfte noch im Vierten Koalitionskrieg, wurde aber bereits mit der Kapitulation der Festung Hameln inaktiv gestellt. Ab dem 10. August 1807 erhielt er nur noch Halbsold und am 13. Januar 1813 seinen Abschied mit 600 Talern Pension.
Am 20. März 1813 wurde er Kreisdivisionär des Landsturmes im Kreis Ziesar. Am 18. September 1813 wurde er als Kommandant in die Festung Minden versetzt. Dazu erhielt er am 30. Januar 1815 den Charakter eines Generalmajors und wurde am 27. März 1815 von seinen Aufgaben entbunden. Er starb am 14. April 1817 in Minden.

### Familie
Er heiratete im Jahr 1768 Anna Katharina Elisabeth Brüggemann (* 28. Oktober 1740; † 4. Februar 1816). Das Paar hatte mehrere Kinder:
- Johanna Charlotte (* 25. Februar 1769), ⚭ 15. August 1797 Karl Christian Emanuel von Beust, Major im Infanterie-Regiment Nr. 41
- Friederike Louise Dorothea (* 26. Oktober 1771)
- Kasper Christian Friedrich (* 25. Juni 1875; † 23. Februar 1820), Hauptmann und Kreisoffizier bei der Gendarmerie
- Charlotte Amalie Juliane Friederike (* 22. November 1777)
- Friedrich Christian (* 7. Juli 1781)